# Dicaelotus pici
Dicaelotus pici là một loài tò vò trong họ Ichneumonidae.